# Bezirksvertretung Innere Stadt

Das Wappen der Inneren Stadt

Die Bezirkspolitik im 1. Wiener Gemeindebezirk Innere Stadt ist wegen der zentralen Lage und touristischen Bedeutung dieses alten Kerngebiets der Stadt von besonderer Relevanz. Sie geht von der Bezirksvertretung aus, zu der die Wahlen gleichzeitig mit der Gemeinderats- bzw. Landtagswahl stattfinden. Historisch wurde diese Politik fast immer von konservativen Parteien bestimmt. Seit 1946 stellt die Österreichische Volkspartei (ÖVP) durchgehend den Bezirksvorsteher des Bezirks, während die Sozialdemokratische Partei Österreichs (SPÖ) mit einer Ausnahme immer den 1. Bezirksvorsteher-Stellvertreter stellte.

## Geschichte
| Bezirksvorsteher           | Bezirksvorsteher |
| -------------------------- | ---------------- |
| Anton Picker (CS)          | 1890–1903        |
| Josef Wieninger (CS)       | 1903–1925        |
| Otto Urbach (SDAP)         | 1932–1934        |
| Eduard Siegmeth (VF)       | 1934–1938        |
| Theodor Köpl (KPÖ)         | 4/1945–7/1945    |
| Fritz Schuckeld (SPÖ)      | 7/1945–10/1945   |
| Adolf Planek (SPÖ)         | 10/1945–1946     |
| August Altmutter (ÖVP)     | 1946–1948        |
| Franz Eichberger (ÖVP)     | 1948–1951        |
| Otto Friesinger (ÖVP)      | 1951–1968        |
| Heinrich Anton Heinz (ÖVP) | 1968–1987        |
| Richard Schmitz (ÖVP)      | 1987–2001        |
| Franz Grundwalt (ÖVP)      | 2001–2005        |
| Ursula Stenzel (ÖVP)       | 2005–2015        |
| Markus Figl (ÖVP)          | seit 2015        |

### Zwischenkriegszeit
Die politischen Geschicke der Inneren Stadt lagen seit jeher fast durchgehend in konservativer Hand. Nach dem Ersten Weltkrieg übernahm Josef Wieninger, Politiker der Christlichsozialen Partei (CSP), zwischen 1918 und 1919 das Amt des Bezirksvorstehers zunächst provisorisch und war danach bis 1925 Bezirksvorsteher der Inneren Stadt. Danach wurde er Abgeordneter zum Nationalrat. Bei der zuvor 1923 durchgeführten Bezirksvertretungswahl hatte die CSP 16 der 30 Mandate erzielt, während die Sozialdemokratische Arbeiterpartei Österreichs (SDAP) lediglich acht Mandate erhielt. Zudem waren die Großdeutsche Volkspartei (GDVP) mit einem Mandat, die Bürgerlich-Demokratische Partei mit drei Mandaten und die Jüdische Partei mit zwei Mandaten in der Bezirksvorstehung vertreten. Auch bei der Bezirksvertretungswahl 1927 konnte die Christlichsoziale Partei ihre Vormachtstellung halten. Sie erzielte im Verbund mit anderen Gruppierungen als Einheitsliste 18 Mandate, wobei die SDAP bereits 11 Mandate verbuchen konnte. Als dritte Partei war nur noch die Bürgerlich demokratische Partei mit einem Mandat in der Bezirksvertretung verblieben. Bei der Wahl am 24. April 1932 errang die SDAP in der Inneren Stadt, wie in allen Wiener Gemeindebezirken, den ersten Platz. Die SDAP hatte dabei von den Verlusten der CSP an die NSDAP profitiert. So erreichte die CSP bei der Wahl nur noch 11 Mandate, während die SDAP 14 Mandate erzielte. Die NSDAP stellte fünf Bezirksräte in der Inneren Stadt. Die SDAP übernahm damit auch das Amt des Bezirksvorstehers. Otto Urbach konnte dieses Amt jedoch nur bis 1934 ausüben, da den Februarkämpfen während des Österreichischen Bürgerkrieges ein Verbot der SDAP folgte und deren Mandatare alle ihre Funktionen verloren. In der Folge übernahm Eduard Siegmeth von der Vaterländischen Front das Amt des Bezirksvorstehers. Er hatte das Amt bis zur Machtübernahme der Nationalsozialisten inne, wobei sowohl der Bezirksvorsteher als auch die Bezirksräte dieser Zeit nicht gewählt, sondern ernannt wurden. Nach der Machtübernahme der Nationalsozialisten wurde das Amt des Bezirksvorstehers abgeschafft.

### Zweite Republik
Im Zuge der Befreiung Wiens durch die Alliierten wurde vorerst der Kommunist Theodor Köpl von der sowjetischen Besatzungsmacht zum Bezirksvorsteher ernannt, wobei er das Amt zwischen April und Juli 1945 ausübte. Mit dem Wiener Verfassungs-Überleitungsgesetz vom 10. Juli 1945 verloren die von der sowjetischen Besatzungsmacht eingesetzten Bezirksvorsteher und ihre Stellvertreter wieder ihr Amt. Die politischen Parteien einigten sich in der Folge auf die zukünftigen Bezirksvorsteher, die danach vom Wiener Bürgermeister in ihr Amt berufen wurden. In der Inneren Stadt übernahm in der Folge ab Juli 1945 Fritz Schuckeld das Amt des Bezirksvorstehers. Bereits im Oktober 1945 folgte Adolf Planek nach. Beide Politiker gehörten der Sozialistischen Partei Österreichs (SPÖ) an. Nach der Landtags- und Gemeinderatswahl 1945 wurden jeweils 30 Mandate für jede Bezirksvertretung vergeben. Die „provisorischen Bezirksräte“ wurden dabei unter Berücksichtigung des Landtagswahlergebnisses über Antrag des Stadtsenates vom Bürgermeister ernannt, wobei der Vorschlag auf Grund der Landtags- und Gemeinderatswahl nach dem Proporzsystem erstellt wurde. Zudem kam man zur Übereinkunft, dass die stärkste Partei des jeweiligen Bezirkes den Bezirksvorsteher stellen sollte. Von den 30 zu vergebenden Mandaten in der Inneren Stadt entfielen 18 Mandate auf die ÖVP, die SPÖ stellte 11 Mandatare, die Kommunistische Partei Österreichs (KPÖ) einen Bezirksrat. Auf Grund dieses Ergebnisses erhielt die ÖVP den Anspruch auf den Bezirksvorsteher. August Altmutter wurde in der Folge am 16. April 1946 mit den übrigen Bezirksvorstehern und ihren Stellvertretern angelobt. Bereits 1948 wurde Altmutter jedoch von Franz Eichberger abgelöst. Auch bei der nachfolgenden Landtags- und Gemeinderatswahl 1949 sah man von einer separaten Bezirksvertretungswahl ab. Daher mussten nach der Wahl 1949 Mitte 1950 neuerlich „provisorische Bezirksräte“ auf Vorschlag der politischen Parteien vom Bürgermeister berufen werden. In der Inneren Stadt konnte in der Folge der Verband der Unabhängigen (VdU) mit drei Mandaten in die Bezirksvertretung einziehen. Diese Mandate gingen von der SPÖ an den VdU.
Nachdem Eichberger bereits 1951 von Otto Friesinger abgelöst worden war, fand 1954 erstmals eine, parallel zur Landtags- und Gemeinderatswahl 1954 durchgeführte Bezirksvertretungswahl statt. In der Inneren Stadt konnte dabei die ÖVP ein Mandat vom VdU gewinnen. Sie stellte in der Folge 19 Bezirksräte, während auf die SPÖ 8 Mandate, auf den VdU 2 Mandate und auf die KPÖ 1 Mandat entfielen. Friesinger und sein ab 1968 amtierender Nachfolger Heinrich Heinz konnten diese Dominanz bis einschließlich der Bezirksvertretungswahl von 1987 halten. Die ÖVP behielt während dieser Zeit immer die absolute Stimmen- und Mandatsmehrheit, wobei sie 1983 mit 65,9 % ihr bestes Ergebnis erzielte. Die SPÖ konnte die ÖVP in dieser Periode nie gefährden und erzielte Wahlergebnisse zwischen 24 und 28 %. Die Freiheitliche Partei Österreichs (FPÖ), die 1956 dem VdU nachgefolgt war, erreichte bis 1987 Ergebnisse zwischen 5 und 11 % wobei sie nie mehr als drei Bezirksräte stellte. Die KPÖ war hingegen schon 1959 aus dem Bezirksparlament gewählt worden. Nach der Wahl 1987 wurde Richard Schmitz Bezirksvorsteher.
1983 war der Alternativen Liste Wien der Einzug in die Bezirksvertretung gelungen. Deren Nachfolgepartei, Die Grüne Alternative, erzielte 1987 bereits drei Mandate.

### Wahlen 1991 und 1996
1991 verlor die ÖVP nach starken Gewinnen der FPÖ und der Grünen erstmals ihre absolute Stimmen- und Mandatsmehrheit, während die SPÖ ihren Stimmenanteil nahezu halten konnte. 1996 verlor die ÖVP jedoch weitere Stimmenanteile und erreichte nur noch 38,2 % (minus 8,2 %), während die FPÖ mit einem Gewinn von 3,7 % und insgesamt 19,7 % erstmals den zweiten Platz erreichte. Die SPÖ musste sich mit 18,9 % und herben Verlusten geschlagen geben. Mit jeweils rund 11 % lagen die Wiener Grünen knapp vor dem erstmals angetretenen Liberalen Forum (LIF).

### Wahlen 2001, 2005 und 2010
Bei den Wahlen 2001 setzte sich der Sinkflug der ÖVP fort. Sie erreichte mit 33,1 % nur noch 14 Mandate, während ihr die SPÖ nach einem deutlichen Plus mit 11 Mandaten erstmals nahekam (25,6 %). Die FPÖ (17,7 %) verlor bei dieser Wahl leicht und konnte die Grünen (17,34 %) nur noch knapp auf Platz vier verweisen (jeweils 7 Mandate). Das LIF verlor hingegen massiv und kam nur noch auf ein Mandat. Bezirksvorsteher Richard Schmitz wurde von Franz Grundwalt abgelöst.
Bei den Bezirksvertretungswahlen 2005 rechnete sich die SPÖ auf Grund von schlechten Umfragedaten für den Bezirksvorsteher Franz Grundwalt erstmals Chancen auf die Übernahme des Bezirksvorsteheramtes aus. Daraufhin bot die ÖVP als Spitzenkandidatin die EU-Parlamentarierin und vormalige ORF-Redakteurin Ursula Stenzel auf, die den bisherigen Bezirksvorsteher Grundwalt, einen im ersten Bezirk aktiven Gastronomen, ersetzen sollte. Grundwalt konterte damit, dass er gegen Ende seines Mandats seinen SPÖ-Stellvertreter Georg Niedermühlbichler mit der interimistischen Amtsführung beauftragte. Stenzel sprach sich dafür aus, weniger öffentliche Veranstaltungen auf Plätzen des ersten Bezirks zu gestatten, um für mehr Ruhe zu sorgen und die City zu einem für ihre Bewohner lebenswerten Stadtteil zu entwickeln. Als besonderes Problem sah sie die Drogenkriminalität in ihrem Bezirk. Die Kandidatin wurde für ihre Vorschläge von der SPÖ heftig kritisiert. Stenzel konnte schließlich einen großen Wahlsieg erzielen. Sie gewann 10,2 % hinzu und erreichte mit 43,3 % wiederum den ersten Platz. Die SPÖ blieb trotz eines Zugewinns von 4,2 % mit 29,8 % klar hinter der ÖVP. Die Grünen legten im Bezirk leicht auf 18,30 % zu, während die FPÖ mit einem Minus von 11,6 % auf 6,1 % abstürzte. LIF, KPÖ und BZÖ blieben jeweils unter einem Prozent und damit ohne Mandat.
Bei der darauffolgenden Bezirksvertretungswahl 2010 büßte die ÖVP die Hälfte ihrer gewonnenen Stimmanteile wieder ein, konnte jedoch mit 38,0 % ihre Führungsposition deutlich halten, da die SPÖ gleichzeitig von 29,8 % auf 23,4 % abstürzte. Die Grünen blieben praktisch unverändert bei 18,4 % während die FPÖ ihre Mandatszahl mit 10,3 % verdoppeln konnte. Mit der Liste „Wir im Ersten“ gelang dem Rechtsanwalt Karl Newole zudem mit 6,6 % der Einzug in die Bezirksvertretung, den die KPÖ, das LIF und das BZÖ verfehlten.

### Wahl 2015
Die ÖVP trat ihren Beschlüssen vom November 2014 zufolge bei der Wahl im Oktober 2015 nicht mehr mit Ursula Stenzel als Spitzenkandidatin an; die Partei nominierte Markus Figl als neuen Spitzenkandidaten. Stenzel gab daher am 1. September 2015 gemeinsam mit FPÖ-Obmann H. C. Strache bekannt, für die FPÖ anzutreten, auch für den Gemeinderat. Durch ihren Wechsel hatte die Innere Stadt kurzzeitig eine FPÖ-Bezirksvorsteherin. Bei der Bezirksvertretungswahl in Wien 2015 erreichte die ÖVP Rang 1; Figl ist seit 22. Dezember 2015 neuer Bezirksvorsteher.

### Wahl 2020
Bereits im März 2020 kam es bei der Wahl der SPÖ-Spitzenkandidatin für die Bezirksvertretungswahl 2020 zum Eklat. Die bisherige Bezirksvorsteher-Stellvertreterin Mireille Ngosso erhielt ohne Gegenkandidaten nur 45,2 % der Stimmen, wobei rassistische Motive nicht ausgeschlossen wurden. Später nominierte die SPÖ die frühere ÖH-Vorsitzende Lucia Grabetz. Die ÖVP nominierte erneut Markus Figl als Spitzenkandidaten, die Grünen gingen mit Clubvorsitzenden Alexander Hirschenhauser ins Rennen. Für eine Überraschung sorgte die FPÖ, die die bereits 2015 unterlegene Ursula Stenzel erneut als Spitzenkandidatin nominierte, obwohl Stenzel zuvor angekündigt hatte, aus der Politik ausscheiden zu wollen. Für das Team HC Strache trat Heinz-Christian Strache selbst an. Die Bierpartei trat in der Inneren Stadt nicht an – der einzige Bezirk, wo sie das nicht tat.
Der ÖVP gelang mit 40,52 % ein Plus von fast 15 %, das der ÖVP statt bisher 10 nunmehr 17 Mandate bescherte. Die SPÖ verlor leicht, die Neos legten leicht zu, behielten aber beide den bisherigen Mandatsstand. Die Grünen gewannen ein Mandat hinzu. Für die FPÖ wurde die Wahl zum Debakel, sie verloren 13,9 % und sechs ihrer acht Mandate.
In der Folge wurde Bezirksvorsteher Markus Figl einstimmig wiedergewählt. Zu seinen beiden Stellvertreterinnen wurden Patricia Davis (ÖVP) und Lucia Grabetz (SPÖ) gewählt. Den Vorsitz der Bezirksvertretung wird künftig Sebastian Gimbel (ÖVP) übernehmen. Seine Stellvertreter sind Patricia Davis und Karl Grasser (SPÖ).

## Bezirkswahlergebnisse

### Stimmenverteilung
| Jahr | Gültige Stimmen | SPÖ   | ÖVP    | FPÖ1  | GRÜNE2 | KPÖ3 | LIF   | WIR4 | Sonstige |
| ---- | --------------- | ----- | ------ | ----- | ------ | ---- | ----- | ---- | -------- |
| 1954 | 19.443          | 5.469 | 11.590 | 1.432 |        | 733  |       |      | 2195     |
| 1959 | 17.976          | 4.799 | 10.706 | 2.103 |        | 368  |       |      |          |
| 1964 | 17.261          | 4.485 | 10.924 | 1.203 |        | 373  |       |      | 2766     |
| 1969 | 13.610          | 3.830 | 7.314  | 1.515 |        | 156  |       |      | 7957     |
| 1973 | 13.265          | 3.789 | 7.969  | 1.311 |        | 135  |       |      | 617      |
| 1978 | 11.167          | 2.884 | 7.332  | 951   |        |      |       |      |          |
| 1983 | 12.137          | 2.940 | 7.995  | 620   | 582    |      |       |      |          |
| 1987 | 8.600           | 2.116 | 4.851  | 893   | 740    |      |       |      |          |
| 1991 | 8.717           | 2.056 | 4.041  | 1.389 | 1.047  |      |       |      | 1848     |
| 1996 | 9.284           | 1.755 | 3.547  | 1.824 | 1.054  | 58   | 1.046 |      |          |
| 2001 | 8.726           | 2.237 | 2.889  | 1.543 | 1.513  | 38   | 385   |      | 1219     |
| 2005 | 7.913           | 2.361 | 3.428  | 481   | 1.448  | 66   | 58    |      | 7110     |
| 2010 | 8.575           | 2.010 | 3.254  | 883   | 1.575  | 80   | 108   | 566  | 9910     |
| 2015 |                 |       |        |       |        |      |       |      |          |
| 2020 |                 |       |        |       |        |      |       |      |          |

1) 1954 VdU
2) 1983 ALW
3) 1954 als Volksopposition, zwischen 1959 und 1964 als Kommunisten und Linkssozialisten

4) WIR – Wir im Ersten
5) FSÖ
6) EFP
7) DFP
8) VGÖ
9) CHHF
10) BZÖ
11) NEOS

### Stimmenanteile
| Jahr | SPÖ    | ÖVP    | FPÖ1   | Grüne2 | KPÖ3  | NEOS11 | WIR4  | Sonstige |
| ---- | ------ | ------ | ------ | ------ | ----- | ------ | ----- | -------- |
| 1954 | 28,1 % | 59,6 % | 7,4 %  |        | 3,8 % |        |       | 1,1 %5   |
| 1959 | 26,7 % | 59,6 % | 11,7 % |        | 2,0 % |        |       |          |
| 1964 | 26,0 % | 63,3 % | 7,0 %  |        | 2,2 % |        |       | 1,6 %6   |
| 1969 | 28,1 % | 53,7 % | 11,1 % |        | 1,1 % |        |       | 5,8 %7   |
| 1973 | 28,6 % | 60,1 % | 9,9 %  |        | 1,0 % |        |       | 0,5 %8   |
| 1978 | 25,8 % | 65,7 % | 8,5 %  |        |       |        |       |          |
| 1983 | 24,2 % | 65,9 % | 5,1 %  | 4,8 %  |       |        |       |          |
| 1987 | 24,6 % | 56,4 % | 10,4 % | 8,6 %  |       |        |       |          |
| 1991 | 23,6 % | 46,4 % | 15,9 % | 12,0 % |       |        |       | 2,1 %8   |
| 1996 | 18,9 % | 38,2 % | 19,6 % | 11,4 % | 0,6 % | 11,3 % |       |          |
| 2001 | 25,6 % | 33,1 % | 17,7 % | 17,3 % | 0,4 % | 4,4 %  |       | 1,4 %9   |
| 2005 | 29,8 % | 43,3 % | 6,1 %  | 18,3 % | 0,8 % | 0,7 %  |       | 0,9 %10  |
| 2010 | 23,4 % | 38,0 % | 10,3 % | 18,4 % | 0,9 % | 1,3 %  | 6,6 % | 1,2 %10  |
| 2015 | 24,2 % | 25,7 % | 18,7 % | 16,0 % |       | 9,5 %  | 5,1 % | 0,9 %10  |
| 2020 | 23,0 % | 40,5 % | 4,9 %  | 17,4 % |       | 11,1 % |       | 3,2 %    |

1) 1954 VdU
2) 1983 ALW
3) 1954 als Volksopposition, zwischen 1959 und 1964 als Kommunisten und Linkssozialisten

4) WIR – Wir im Ersten
5) FSÖ
6) EFP
7) DFP
8) VGÖ
9) CHHF
10) BZÖ11) vor 2015 LIF

### Mandatsverteilung
| Jahr | SDAP | CSP1 | Sonst. | Gesamt |
| ---- | ---- | ---- | ------ | ------ |
| 1923 | 8    | 16   | 62     | 30     |
| 1927 | 11   | 18   | 13     | 30     |
| 1927 | 14   | 11   | 54     | 30     |

1) 1927 als Einheitsliste mit anderen Gruppierungen

2) Bürgerlich demokratische Partei drei Mandate, Jüdische Partei 2 Mandate, Großdeutsche Volkspartei 1 Mandat

3) Bürgerlich demokratische Partei
4) NSDAP
| Jahr | SPÖ | ÖVP | FPÖ1 | Grüne2 | NEOS | Sonst. | Gesamt |
| ---- | --- | --- | ---- | ------ | ---- | ------ | ------ |
| 1945 | 11  | 18  |      |        |      | 13     | 30     |
| 1949 | 8   | 18  | 3    |        |      | 13     | 30     |
| 1954 | 8   | 19  | 2    |        |      | 13     | 30     |
| 1959 | 8   | 19  | 3    |        |      |        | 30     |
| 1964 | 8   | 20  | 2    |        |      |        | 30     |
| 1969 | 9   | 17  | 3    |        |      | 14     | 30     |
| 1973 | 9   | 18  | 3    |        |      |        | 30     |
| 1978 | 8   | 20  | 2    |        |      | 30     |        |
| 1983 | 7   | 21  | 1    | 1      |      |        | 30     |
| 1987 | 10  | 23  | 4    | 3      |      |        | 40     |
| 1991 | 10  | 19  | 6    | 5      |      |        | 40     |
| 1996 | 8   | 16  | 8    | 4      |      | 45     | 40     |
| 2001 | 11  | 14  | 7    | 7      |      | 15     | 40     |
| 2005 | 13  | 18  | 2    | 7      |      |        | 40     |
| 2010 | 10  | 16  | 4    | 8      |      | 26     | 40     |
| 2015 | 10  | 10  | 8    | 6      | 4    | 26     | 40     |
| 2020 | 10  | 17  | 2    | 7      | 4    |        |        |

1) 1949, 1954 WdU/VdU
2) 1983 ALW

3) Kommunistische Partei Österreichs (1949 als LBI, 1953 als VO)
4) DFP
5) LIF
6) WIR – Wir im Ersten